# Soil & „Pimp“ Sessions
Soil & „Pimp“ Sessions ist eine japanische Club-Jazz-Band, welche sich in der Club-Szene Tokios um Shacho und Tabu Zombi formierte. Diese ließen Live-Jamsessions in ihre DJ-Sets einfließen, zu denen stets weitere Musiker eingeladen wurden. So gruppierte sich die Band mit der Zeit und besteht heute aus sechs Mitgliedern: Shacho (“Agitator”), Tabu Zombie (Trompete), Motoharu (Saxophon), Josei (Keyboard), Akita Goldman (Kontrabass), sowie Midorin (Schlagzeug). Heute verzichtet die Gruppe während ihrer Auftritte auf den Einsatz von DJ-Performances.
Der energiegeladene Stil der Gruppe erfasst unter anderem Elemente des Nu und Acid Jazz.

## Bandgeschichte

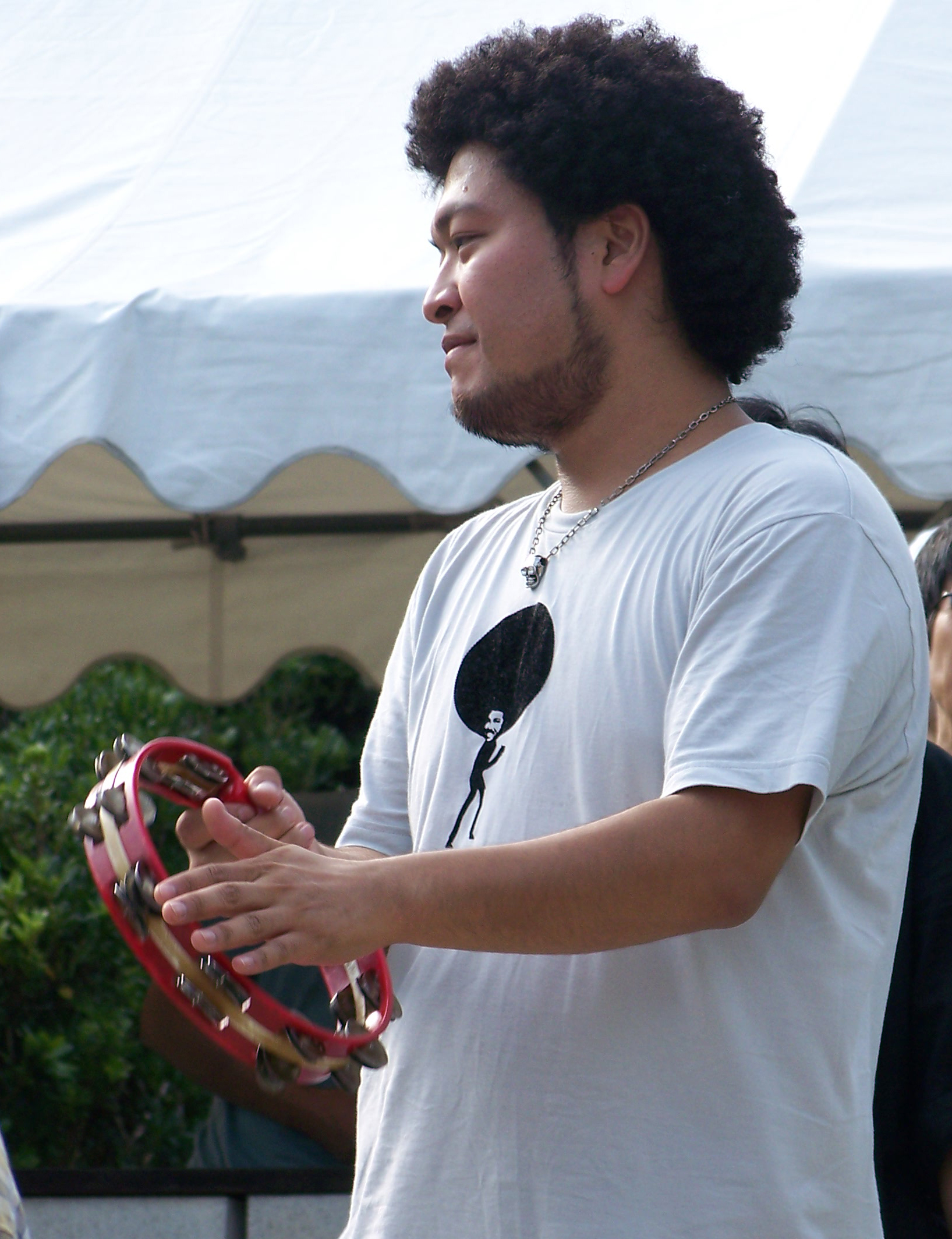
Midorin, Drummer von Soil & „Pimp“ Sessions, in Iwaki, Japan

2003 trat die Band ohne Plattenvertrag beim Fuji Rock Festival auf und erlangte dadurch – und durch den Umstand die erste Gruppe ohne Vertrag auf diesem Festival zu sein – einen hohen Bekanntheitsgrad in der Tokioter Jazz-Szene. Im folgenden Jahr wurde das erste Minialbum “Pimpin’” auf JVC Victor veröffentlicht. Ein Jahr später, 2005, folgte ihr erster Longplayer “Pimp Master”, von welcher die Singles “Waltz For Goddess” und die Coverversion zu “A Wheel Within a Wheel” in Europa Aufmerksamkeit erregten. Gilles Peterson in Worldwide auf BBC Radio 1, sowie weitere Showmaster und Interpreten verhalfen der Gruppe zum Durchbruch außerhalb der japanischen Jazz-Szene.
Im Sommer desselben Jahres folgte ein zweites Minialbum (“Summer Goddess”), sowie – auf Einladung Gilles Petersons hin – der erste Auftritt im Londoner Cargo. Das Berliner Nu Jazz Kollektiv Jazzanova lud die Soil & „Pimp“ Sessions anschließend nach Berlin ein, wo diese eine weitere Performance gaben. Es folgten weitere Auftritte inner- und außerhalb Japans.
Ebenfalls 2005 wurde die Gruppe während der Gilles Peterson Worldwide-Awards mit dem John Peel Play More Jazz Award ausgezeichnet. “Pimp of the Year” – das zweite Album der Band – wurde im Frühjahr 2006 veröffentlicht, welches eine Entwicklung im Stil und in der musikalischen Qualität aufzeigt. Es folgte im selben Jahr die Veröffentlichung von “Pimp Master” in Europa bei Compost Records, sowie in Großbritannien bei Gilles Petersons Label Brownswood Recording.
Des Weiteren gab die Gruppe einige Performances in Belgien, Deutschland, Frankreich, Großbritannien, Italien, Kroatien und der Slowakei, sowie einen Auftritt während des Montreux Jazz Festivals.
Im März 2007 folgte das dritte Album “Pimpoint” bei Victor Entertainment mit 13 Stücken, welche den Heavy-Jazz-Charakter der Band reflektieren.
Der Song “Paraiso” wird seit Oktober 2008 als Opening Theme für den Anime Michiko to Hatchin verwendet.
Im März 2016 verließ Motoharu (Saxophon) die Band und die Band befindet sich in einer "charging phase", pausiert also.

## Diskografie

### Studioalben
- Pimpin’ (2004)
- Pimp Master (2005, Europa-Release 2006)
- Summer Goddess (2005); Minialbum, wurde nur in Japan veröffentlicht
- Pimp Of The Year (2006)
- Pimpoint (2007)
- Planet Pimp (2008)
- 6 (2009)
- Stoned Pirates Radio (2010); Cover-Album
- Magnetic Soil (2011)
- Circles (2013)
- Brothers & Sisters (2014)
- Black Track (2016)
- Music from and inspired by Hello Harinezumi (2017)
- Dapper (2018)
- Outside OST for Anime series "Blue Eyed Monster" (2019)
- Man Steals the Stars (2019)
- The Essence of Soil (2021)
- Lost in Tokyo (2022)

### Singles
- Suffocation (2004), Album Pimp Masters
- Crush! (2006), Album Pimp Of The Year
- Karisome Otome (2006)
- Mashiroke (2007), Album Pimpoint
- Storm (2008), Album Planet Pimp
- Paraiso (2009), Album 6
- My Foolish Heart (2009), Album 6
- Movin’ (feat. Maia Hirasawa; 2011), Album Magnetic Soil
- Jazzy Conversation (ジャズィ・カンヴァセイション, Jazi Kanvaseishon) feat. Rhymester (2013), Album Circles
- Koroshiya Kiki Ippatsu (feat. Sheena Ringo; 2013), Album Circles